# A949 road
Die A949 road ist eine A-Straße in der schottischen Council Area Highland.

## Verlauf
Die Straße beginnt im Kern von Dornoch am zentralen Platz des Ortes. Am westlichen Ortsrand zweigt die B9168 ab, die in Richtung Norden zur A9 führt. Die A949 führt in westlicher Richtung und nach rund 1,5 km an der kleinen Siedlung Camore vorbei. Nach insgesamt drei Kilometer mündet die A949 in die A9 (Polmont–Scrabster) ein und wird auf einer Strecke von zwei Kilometer zusammen mit dieser in südwestlicher Richtung geführt. Sie zweigt nach Westen ab und führt durch dünnbesiedelte Regionen der Highlands entlang dem Nordufer des Dornoch Firth. Die A949 durchquert die Ortschaft Spinningdale und endet schließlich nach einer Gesamtlänge von 20,5 km mit ihrer Einmündung in die A836 (Tain–Thurso) in der Ortschaft Bonar Bridge.